# Лубенице
Лубенице (хрв. Lubenice) су насељено место у саставу града Црес, на острву Црес, Приморско-горанска жупанија, Хрватска.

## Историја
До територијалне реорганизације у Хрватској биле су у саставу старе општине Црес-Лошињ.

## Становништво
У попису становништва из 2011. године, Лубенице су имале 12 становника.
| Број становника према пописима | Број становника према пописима | Број становника према пописима | Број становника према пописима | Број становника према пописима | Број становника према пописима | Број становника према пописима | Број становника према пописима | Број становника према пописима | Број становника према пописима | Број становника према пописима | Број становника према пописима | Број становника према пописима | Број становника према пописима | Број становника према пописима | Број становника према пописима |
| ------------------------------ | ------------------------------ | ------------------------------ | ------------------------------ | ------------------------------ | ------------------------------ | ------------------------------ | ------------------------------ | ------------------------------ | ------------------------------ | ------------------------------ | ------------------------------ | ------------------------------ | ------------------------------ | ------------------------------ | ------------------------------ |
| 1857                           | 1869                           | 1880                           | 1890                           | 1900                           | 1910                           | 1921                           | 1931                           | 1948                           | 1953                           | 1961                           | 1971                           | 1981                           | 1991                           | 2001                           | 2011                           |
| 147                            | 148                            | 175                            | 193                            | 187                            | 177                            | 247                            | 246                            | 171                            | 154                            | 109                            | 82                             | 57                             | 43                             | 24                             | 12                             |

Напомена: Године 1869. и 1880. исказивано под именом Љубенице. Године 1857, 1869, 1921. и 1931. садржи податке за насељено место Збичина.

## Галерија
- плажа
- сеоска кућа
- портал
- панорама
- пејзаж